# 10100 Bürgel
A 10100 Burgel (ideiglenes jelöléssel 1991 XH1) a Naprendszer kisbolygóövében található aszteroida. Freimut Börngen fedezte fel 1991. december 10-én.